# Unifikationsministerium
Das unifikační ministerstvo beziehungsweise ministerstvo unifikací, deutsch Unifikationsministerium, amtlich ministerstvo pro sjednocení zákonův a organisace správy (deutsch: Ministerium für die Vereinheitlichung der Gesetze und der Verwaltungsorganisation), war ein 1919 in der Tschechoslowakei errichtetes Ministerium, dessen Aufgabe es war, die sehr unterschiedlichen Gesetze auf dem Gebiet des neu entstandenen Staates zu vereinheitlichen. Das Ministerium, das seinen Sitz in Prag hatte, sollte nur vorübergehend tätig sein, es wurde zum 11. Dezember 1938 wieder aufgelöst. Das Ministerium existierte kurz auch nach dem Zweiten Weltkrieg.

## Geschichte und Aufgaben
Nach der Gründung der Tschechoslowakei wurde durch das sogenannte „Rezeptionsgesetz“ 11/1918 Sb. (Artikel 2) vom 28. Oktober 1918 die bisher bestehende Gesetzgebung übernommen; was bedeutete, dass in Böhmen und Mähren die alten österreichischen Gesetze galten, während in der Slowakei und Karpatenukraine es die ungarischen Gesetze waren. Zwecks Vereinheitlichung wurde am 22. Juli 1919 durch das Gesetz 431/1919 Sb. das sogenannte Unifikationsministerium eingerichtet, dessen Aufgaben am 29. Dezember 1921 in der Regierungsverordnung 501/1921 Sb. weiter konkretisiert wurden.
Im Mittelpunkt standen alle Gesetze und Rechtsnormen, die 1918 rezipiert, d. h. übernommen wurden. Das Ministerium sollte ihre Angleichung initiieren, dies auch koordinierend mit anderen Ministerien, wenn die Gesetze in ihren Zuständigkeitsbereich fielen. Außer der inhaltlichen Vereinheitlichung war das Ministerium verantwortlich auch für die einheitliche Veröffentlichung der Gesetze in der Amtssprache.